# Långtjärnen (Föllinge socken, Jämtland, 706469-143757)
Långtjärnen är en sjö i Krokoms kommun i Jämtland och ingår i Indalsälvens huvudavrinningsområde.